# Picrophilus
Picrophilus — род архей, наиболее ацидофильный из известных организмов. Этот род родствен родам Термоплазма и Ферроплазма, также экстремальными ацидофилами, но Picriphilus превосходит их этой способностью: оптимально растет при pH 0,7 и способен расти даже при pH −0,06! Picriphilus также имеет клеточную стенку и значительно более низкое содержание GC , что отличает его от термоплазмы и ферроплазмы. Также он имеет значительно отличный геном, хотя и филогенетически родственный. Сейчас изолированы два вида Picriphilus, оба растут гетеротрофно на сложных средах.
Физиология Picriphilus очень интересна с точки зрения устойчивости к очень кислой среде. Исследования цитоплазматической мембраны предлагают нетипичное расположение липидов, формирующих гидрофобную (непроницаемую для кислоты) мембрану при оптимальном pH. Однако в умеренно кислых средах с pH 4 клеточные мембраны быстро превращаются в уязвимые к действию кислот и исчезают вследствие значительных повреждений.